# جنیفر ای. نیلسن
جنیفر آن نیلسن (انگلیسی: Jennifer Anne Nielsen) متولد ۱۰ ژوئیه ۱۹۷۱، نویسنده آمریکایی است که عمدتاً برای داستان‌های نوجوانان شناخته شده است. آثار او عبارتند از: سری صعود، پشت خطوط دشمن (یکی از کتاب‌های مجموعه حلقه بی‌نهایت)، علامت دزد، یک شب فاصله و تواریخ دنیای زیرین.

## زندگی
نیلسن در شمال یوتا به دنیا آمد و بزرگ شد و اولین دست نوشته کامل خود را در مورد چیدن قفل‌ها در ۱۱ سالگی تکمیل کرد. او الیوت و جنگ گابلین، اولین کتاب تواریخ دنیای زیرین را در سال ۲۰۱۰ منتشر کرد و از آن زمان به انتشار رمان‌ها ادامه داد.
در سال ۲۰۱۳، او جایزه ویتنی را برای بهترین رمان درجه متوسط برای شاهزاده کاذب، اولین رمان در سه‌گانه صعود، برد و سال بعد دوباره در همان بخش برای شاه فراری، دنباله آن، برنده شد. مجدد کتاب شاهزاده کاذب او را در فهرست پرفروش‌ترین‌های نیویورک تایمز در مارس ۲۰۱۳ قرار داد. نیلسن در یوتای شمالی زندگی می‌کند و یکی از اعضای تمرین کننده کلیسای عیسی مسیح قدیسان آخرالزمان است.

## آثار برگزیده
- یک شب فاصله. اسکلاستیک. ۲۰۱۵. شابک ۹۷۸-۰۵۴۵۶۸۲۴۲۸.[۱۱][۱۲]
- بلا. اسکلاستیک. ۲۰۱۶. شابک ۹۷۸-۰۵۴۵۶۸۲۴۵۹.[۱۳][۱۴]
- مقاومت. اسکولاستیک. ۲۰۱۸. شابک ۹۷۸-۱۳۳۸۱۴۸۴۷۳.[۱۵][۱۶]
- واژه‌ها در آتش. اسکلاستیک. ۲۰۱۹. شابک ۹۷۸-۱۳۳۸۲۷۵۴۷۶.[۱۷]
- نجات. اسکلاستیک. ۲۰۲۱. شابک ۹۷۸-۱۳۳۸۶۲۰۹۹۳.[۱۸]
- خطوط شجاعت. اسکلاستیک. ۲۰۲۲. شابک ۹۷۸-۱۳۳۸۶۲۰۹۳۱.[۱۹]

### سری صعود
- شاهزاده دروغین. اسکلاستیک. ۲۰۱۲. شابک ۹۷۸-۰۵۴۵۲۸۴۱۳۴.[۲۰][۲۱]
- پادشاه فراری. اسکلاستیک. ۲۰۱۳. شابک ۹۷۸-۰۵۴۵۲۸۴۱۵۸.[۲۲][۲۳]
- تاج و تخت سایه. اسکلاستیک. ۲۰۱۴. شابک ۹۷۸-۰۵۴۵۲۸۴۱۷۲.[۲۴]
- پادشاهی اسیر. اسکلاستیک. ۲۰۲۰. شابک ۱۳۳۸۵۵۱۰۸۶[۲۵]
- قلعه شکسته. اسکلاستیک. ۲۰۲۱. شابک ۹۷۸۱۳۳۸۲۷۵۹۰۲

### سری بازی خائن
- بازی خائن. اسکلاستیک. ۲۰۱۸. شابک ۹۷۸-۱۳۳۸۰۴۵۳۷۶.[۲۶][۲۷]
- دل فریب‌کار. اسکلاستیک. ۲۰۱۹. شابک ۹۷۸-۱۳۳۸۰۴۵۴۱۳.[۲۸]
- نفرین جنگجو. اسکلاستیک. ۲۰۲۰. شابک ۱۳۳۸۰۴۵۴۵۸.[۲۹]

### سری علامت دزد
- علامت دزد. اسکلاستیک. ۲۰۱۵. شابک ۹۷۸-۰۵۴۵۵۶۱۵۴۹.[۳۰]
- ظهور گرگ. اسکلاستیک. ۲۰۱۶. شابک ۹۷۸-۰۵۴۵۵۶۲۰۴۱.[۳۱]
- خشم طوفان. اسکلاستیک. ۲۰۱۷. شابک ۹۷۸-۰۵۴۵۵۶۲۰۷۲.